# Parco Albereta-Anconella
Il parco dell'Anconella si trova nella parte est di Firenze sulla riva sinistra dell'Arno.

## Descrizione
Il parco si trova tra la riva sinistra dell'Arno e la via di Villamagna, dal ponte Da Verrazzano a quello di Varlungo.
Nel tratto più a valle la gran parte dell'area è data in concessione all'acquedotto fiorentino, e per circa 1300 la sua larghezza non supera i 50 metri a ridosso del letto del fiume; la vegetazione è costituita principalmente da pioppi bianchi (testimoni dell'antica albereta dell'Anconella).
La parte restante è invece adibita ad uso pubblico con la presenza di attrezzature ricreative e di un piccolo bacino d'acqua: ha la forma di un trapezio lungo circa 500, con l'altezza che va dai 200 ai 100 metri in corrispondenza del ponte di Varlungo.
Nel parco sono ancora visibili, e in ottima conservazione, le casematte che durante la seconda guerra mondiale servivano a difendere il lato sud della riva dell'Arno.